# Intensidad media diaria
La intensidad media diaria, de manera abreviada IMD, es una medida utilizada principalmente en la planificación del transporte, la ingeniería del transporte y la selección de ubicaciones minoristas. Es el volumen total de tráfico de vehículos de una carretera durante un año dividido por 365 días. La IMD es una medida simple pero útil porque determina cuánto de transitada es esa carretera.
La IMD es la medida estándar para la carga de tráfico de vehículos en una sección de la carretera y la base para la mayoría de las decisiones relacionadas con la planificación del transporte o los riesgos ambientales de contaminación relacionada con el transporte por carretera.

## Usos

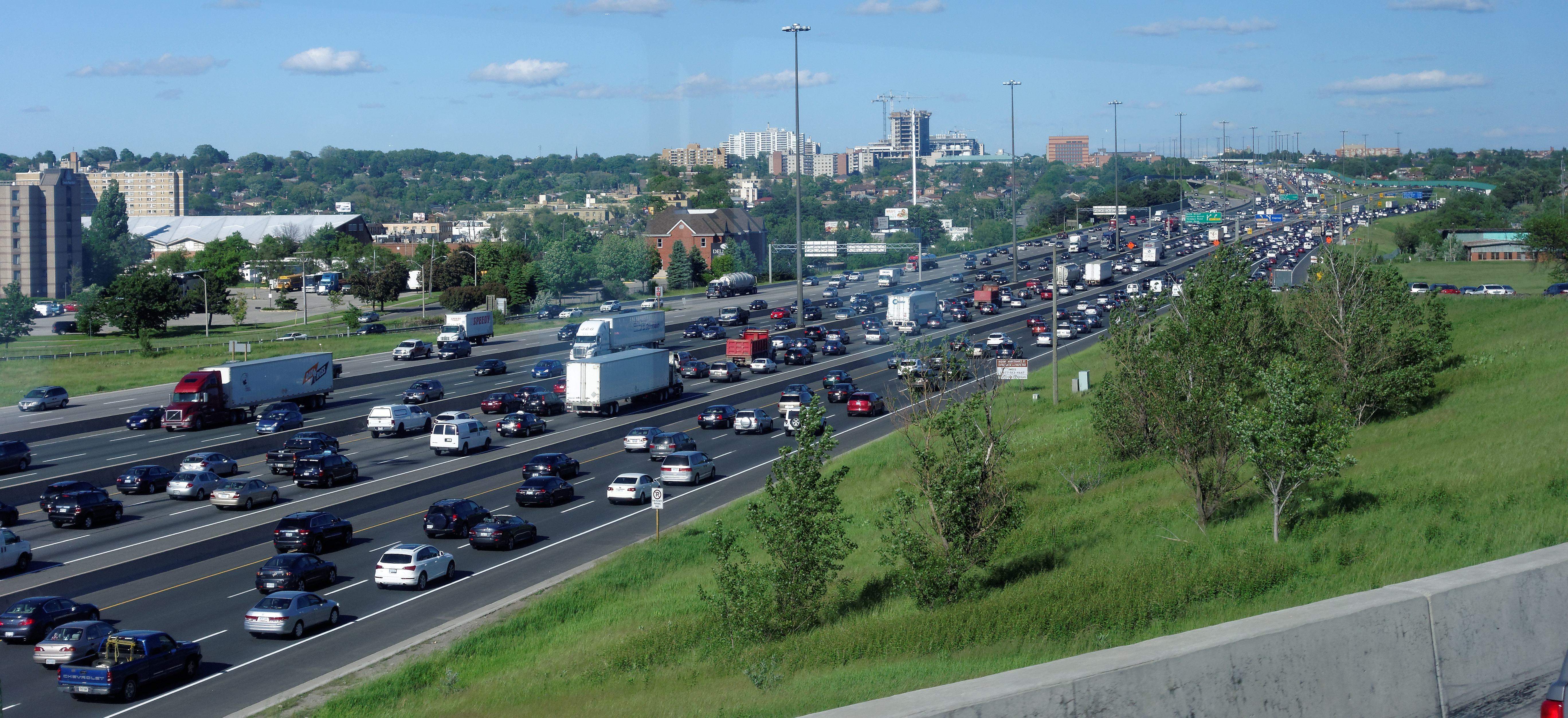
La autopista 401 en Ontario, Canadá, tiene una IMD de más de 410 000 vehículos en algunas secciones de Toronto.

Uno de los usos más importantes de la IMD es para determinar el presupuesto para el mantenimiento y mejora de las carreteras.
Así por ejemplo, en los Estados Unidos, la cantidad de fondos federales que recibirá un estado está relacionada con el tráfico total medido en su red de carreteras. Cada año, el 15 de junio, todos los estados de los Estados Unidos envían un informe del sistema de aforos de las vías de comunicación. Este informe contiene información diversa sobre los tramos de carreteras en el estado basados en el conteo de vehículos (no todos los tramos de carreteras son aforados). En el informe la IMD se convierte en millas recorridas por vehículo (VMT). VMT es la IMD multiplicado por la longitud del tramos de carretera. Para determinar la cantidad de tráfico que tiene un estado, la intensidad media diaria no puede ser sumada para todos los segmentos de carretera, ya que una IMD es una ratio. La VMT se suma y se utiliza como indicador de la cantidad de tráfico que tiene un estado. Para la financiación federal se aplican fórmulas para incluir la VMT y otras estadísticas de las carreteras.
En el Reino Unido la IMD es una de varias medidas de tráfico utilizadas por las autoridades viales locales y el Departamento de Transporte para pronosticar las necesidades y los gastos de mantenimiento.

## Recopilación de datos

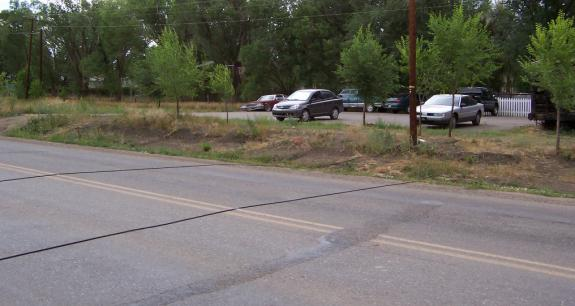
Un aforo de tráfico en la carretera BIA Road J-9, en los Estados Unidos.

Para medir la IMD en tramos de carretera individuales, los datos de tráfico son recopilados mediante puntos de aforo de tráfico automatizado, bien contratando a un observador para registrar el conteo de vehículos o bien  mediante recuentos estimados de proveedores de datos de GPS, entre otros métodos. Hay dos técnicas diferentes para medir las IMD para segmentos de carretera con contadores de tráfico automatizados:
- Una técnica se llama método de recolección de datos de conteo continuo. Este método incluye sensores que están permanentemente integrados en una carretera y los datos de tráfico se miden durante los 365 días completos. La IMD es la suma del tráfico total de todo el año dividido por 365 días. Puede haber problemas con el cálculo de la IMD con este método. Por ejemplo, si el equipo de conteo continuo no está funcionando durante los 365 días completos debido a mantenimiento o reparación. Debido a este problema, los sesgos estacionales o de día de la semana pueden trasladarse a la IMD calculada. En 1992, AASHTO publicó las Directrices de AASHTO para programas de datos de tráfico,[5] que identificaron una forma de producir una IMD sin sesgos estacionales o de días de la semana mediante la creación de un "promedio de promedios". Para cada mes y día de la semana, se calcula un promedio mensual de días de la semana (denominado MADW) (84 por año). El MADW de cada día de la semana se calcula a lo largo de los meses para calcular un promedio anual de días de la semana (AADW) (7 por año). Finalmente, los AADW se promedian para calcular una IMD. La Administración Federal de Carreteras de los Estados Unidos (FHWA) ha adoptado este método como el método preferido en la Guía de Monitorización de Tráfico de la FHWA.[6]

Si bien esta manera proporciona la IMD más precisa, instalar y mantener el método de estaciones de conteo continuo es costoso. La mayoría de las agencias públicas solo pueden monitorear un porcentaje muy pequeño de la carretera usando este método. 
- La mayoría de las IMD se generan utilizando métodos de recopilación de datos a corto plazo, a veces conocidos como el método de recopilación de datos de conteo de cobertura. El tráfico se afora con sensores portátiles que se conectan a la carretera y registran datos de tráfico por lo general durante 2 a 14 días. Estos sensores suelen ser tubos neumáticos instalado transversalmente sobre el firme de la carretera, aunque existen otras tecnologías más caras, como el radar, el láser o el sónar. Después de registrar los datos de tráfico, se vuelve a aforar el tráfico en el mismo punto de la carretera los recuentos de nuevo a los tres años. La Guía de Monitorización de Tráfico de la FHWA recomienda realizar un conteo breve en un segmento de carretera como mínimo cada tres años. Se utilizan muchos métodos para calcular una IMD a partir de un recuento a corto plazo, pero la mayoría de los métodos intentan eliminar los sesgos estacionales y de día de la semana durante el período de recopilación mediante la aplicación de factores creados a partir de contadores continuos asociados. Los conteos breves los toman las agencias estatales, el gobierno local o empresas contratadas.

Para los años en que no se registra un conteo de tráfico, la IMD a menudo se estima aplicando un factor llamado factor de crecimiento. Los factores de crecimiento se determinan estadísticamente a partir de datos históricos del tramo de carretera. Si no hay datos históricos,se utilizan factores de crecimiento de tramos de carreteras similares.

## Medidas similares
- El tráfico promedio anual entre semana es similar a la IMD pero solo incluye datos de lunes a viernes. Los días festivos a menudo se excluyen del cálculo de esta medida.
- El tráfico diario promedio de verano es una medida similar al tráfico diario promedio anual. Los métodos de recopilación de datos de los dos son exactamente los mismos, sin embargo estos datos se recopilan solo durante el verano. La medida es útil en áreas donde hay volúmenes significativos de tráfico estacional de una carretera determinada.[7]